# スプリント (企業)
スプリント・コーポレーション（Sprint Corporation)は、かつてアメリカに存在した携帯電話事業者。2020年4月1日に、T-Mobile USによる吸収合併は完了し、合併会社（事業会社）の名前は、T-Mobile,Incとなった。T-Mobile US,Incは、上場持株会社。
2005年にネクステル・コミュニケーションを買収し、社名はスプリント・ネクステル・コーポレーション（Sprint Nextel Corporation）となった。2013年7月に、ソフトバンク（現在のソフトバンクグループ）が216億ドルで買収し、78%の株式を取得。同時に、スプリントは、クリアワイアを100%子会社化し、社名は元のスプリント・コーポレーションに戻った。2020年にT-Mobile USに吸収合併された。2019年9月末での加入者数は、5391万人であった。

## 沿革

### ルーツ
スプリント（旧名スプリント・ネクステル）のスプリント側のルーツは、1899年にクレイソン・ブラウンが、カンザス州アビレーンに設立したブラウン・テレフォン・カンパニーとされる。当時、アレクサンダー・グラハム・ベルの発明した電話の国内特許が失効したころであり、全米各地で、独立系地域電話会社が続々と設立されていたが、ブラウン・テレフォン・カンパニーも、そうした新興電話会社のひとつであった。ブラウン・テレフォン・カンパニーは、やがて、近隣の地域電話会社と合併を重ね、1925年には、テレフォン・アンド・エレクトリック(UT&E)を設置して、長距離通信にも進出した。これらは、1972年には、ユナイテッド・テレコミュニケーションズという会社になった。

### 携帯電話へ
1993年に、FCCは、それまでのセルラーバンド(800MHz帯)だけでは、将来の携帯電話需要を賄えないとして、あらたに、PCSバンド(1900MHz帯)を携帯電話用にもうけ、1994年より、そのライセンスが数次にわたってオークションにかけられた。スプリントは、これに対応して、パートナー企業とともに入札し、ほぼ全国をカバーするライセンスを取得することに成功した。スプリントは、最初にエアインタフェースとしてGSMを選択したが、ほどなく方針転換して、CDMA(IS-95)で、USで初めての全国レベルのオールデジタルの携帯電話ネットワークを構築した。携帯電話子会社は、SprintPCS(NYSE:PCS)を名乗り、後にニューヨーク証券取引所に上場された。

### スプリント・ネクステル
20世紀が終わる頃には、スプリントには、いち早く構築したオールデジタルの均質な全米ネットワークという利点があったが、21世紀の始まりとともに、携帯電話事業者同士の巨大合併が相次ぎ、ベライゾン・ワイヤレスとシンギュラーワイヤレスが誕生すると、加入者数では、4位に転落する有様であった。2004年に、シンギュラーワイヤレスが、AT&Tワイヤレスとの合併を完了したあとでは、スプリントが主導権をとれる合併対象の相手として残っている全国規模事業者は、4位のT-Mobile USAか、5位のネクステルだけであった。
結局、2004年12月にスプリントは、350億ドルでネクステルを買収することを発表し、2005年8月に買収手続きを完了した。存続会社は、スプリント・ネクステル(Sprint Nextel Corp.)を名乗り、レストン（バージニア州）とオーバランドパーク（カンザス州）の二本社制をとった
。
2008年に、WiMAX技術をベースとした、ワイヤレスブロードバンドサービスを全国展開する計画であったが、2008年にサービスインできたのは、ボルティモア（メリーランド州)だけだった。スプリント・ネクステルのWiMAX部門はクリアワイアと合併し、スプリント・ネクステルはクリアワイアに資本参加することになった。
2008年2月、レストン（バージニア州）とオーバーランドパーク（カンザス州）の二本社制をやめ、カンザスに本社を一本化することを決定。
本業の携帯電話事業では、他の全国規模の事業者が順調に加入者数を増やしているのに、スプリント・ネクステルは、ネクステルとの合併以降しばらく加入者数減が続いていたが、2010年に入って、増加に転じた。

#### ソフトバンクとディッシュ・ネットワークの買収合戦
2012年10月15日に、ソフトバンク社長、孫正義とスプリント・ネクステルCEOのダン・ヘッセは東京で共同記者会見を行い、両社の取締役会が、ソフトバンクが201億ドル（約1兆5,000億円）でスプリント・ネクステルの株式70％を取得することを承認した、と発表した。
2012年12月17日に、クリアワイアの非スプリント保持分、残り49.6%の株式を、一株あたり2.97ドル、総額22億ドルで買い取ることで、クリアワイアと合意した、と発表した。
2013年1月28日に、米司法省が連邦通信委員会（FCC）に中国企業との取引に安全保障上の懸念があるとして買収審査を保留するよう要請した。
2013年4月15日、ディッシュ・ネットワークは、総額255億ドルで買収する提案を行った。
2013年6月10日、ソフトバンクは、スプリント・ネクステルに対する買収額を15億ドル上乗せして、216億ドルとし、78％の株式を買い取る買収案を発表した。
2013年6月13日、クリアワイアの取締役会は、ディッシュ・ネットワークによる買収案に応じるよう、株主に勧告した。
2013年6月20日、クリアワイアの取締役会は、スプリント・ネクステルが、株式買い取り価格を、US$3.40からUS$5.00に引き上げたのをうけて、株主へ、ディッシュ・ネットワークではなくて、スプリントのオファーを受けるように、勧告した。この時点でのディッシュ・ネットワークの公開買付け価格は、US$4.40。
2013年6月25日、スプリント・ネクステルの株主総会が開催され、株主投票の結果、ソフトバンクによる買収案が承認された。
2013年6月26日、ディッシュ・ネットワークは、クリアワイア株式に対するTOBを実質的に取り下げる旨を発表した。
2013年7月5日、FCCは、ソフトバンクによるスプリント・ネクステルの買収およびスプリント・ネクステルによるクリアワイアの100%子会社化について、パブリックインタレストに合致し、ワイヤレスブロードバンドサービスの普及と競争を促進するとして、ほぼファイリングされた内容どおりを承認した。拒絶をもとめる請願に対しては、すべて却下した。
2013年7月8日、ソフトバンクは、スプリント・ネクステルの買収の完了予定日を7月10日と発表した。買収総額は216億ドル。
2013年7月9日（米国時間）、スプリントはクリアワイアを100％子会社として買収を完了した。これによりクリアワイア(NASDAQ: CLWR)は上場廃止となった。

### ソフトバンク傘下に
2013年7月10日（米国時間）、ソフトバンクはスプリント買収のすべての手続きを完了した。上場会社は今までのSprint Nextel Corporation（NYSE: S） からSprint Corporation（NYSE: S）となる。Sprint Corporationが持ち株会社として100％子会社のSprint Communications, Inc.  を支配する。Sprint Corporationの株式の78％はソフトバンクの米国持株会社SoftBank Holdings Inc.が持ち、残りの22％を旧スプリント一般株主が持つ。ClearwireはSprint communications, Inc.の100％子会社となる。スプリントの取締役会長に孫正義。取締役副会長にロナルド・フィッシャー（SoftBank Holdings Inc.のCEO）、CEOは、ダン・ヘッセ。安全保障担当の取締役として、前米軍統合参謀本部議長のマイク・マレンがそれぞれ就任。

### ソフトバンクによるT-Mobile USの買収断念
2014年2月3日、FCC（連邦通信委員会）委員長を含むFCC委員とスプリント会長を含むスプリント首脳は、スプリントによるT-Mobile US買収案について会談したが、席上、FCC委員長は、難色を示した。
その後も不振は続き、ベライゾン・ワイアレス、AT&Tモビリティ、T-Mobile USが純増を続ける中、大手4社中、唯一、純減が続いた。2015年8月にはT-Mobile USに抜かれ業界4位に転落した事が判明した。
2017年10月27日、ソフトバンクは、取締役会でスプリントとT-Mobile USの合併交渉の中止を決定。その後も交渉は続いたが、経営権をどちらが掌握するかの条件で折り合うことはなく、同年11月4日、経営統合に向けた交渉を打ち切ったと正式発表が行われた。

### T-Mobile USと合併へ
2018年4月29日に、T-Mobile USとスプリントのCEOは共同で、両社が株式交換により合併することで、最終合意したと発表した。合併新会社の名前は、T-Mobile。スプリント 1株にたいして、0.10256 T-Mobile株を割り当て。これに伴い、合併会社の筆頭株主はドイツテレコムとなり、ソフトバンクグループの連結対象からは外れる予定。この合併については、連邦政府(FCC,司法省など）の承認が必要である。
2019年6月11日に、ニューヨーク、カリフォルニアなど10州は、この2社の合併阻止を求めて、ニューヨーク連邦地方裁判所に提訴した。
2019年7月26日、米司法省はT-Mobile USとスプリントの合併を承認。2020年4月1日に合併完了。

## ネットワーク

### 概況
| 通信技術世代 | 通信技術   | 周波数                              | 備考 |
| ------------ | ---------- | ----------------------------------- | --- |
| 2G           | iDEN       | ESMR(800MHz)                        | 旧ネクステルから引き継ぐ。2013年6月30日で、停波。                                                                |
| 3G           | 1xRTT/EVDO | PCS(1900MHz) ESMR(800MHz)           | 旧式のcdmaOne端末も利用可能。                                                                                    |
| 4G           | WiMAX      | 2500MHz                             | 2016年4月1日に、全国で停波。                                                                                     |
| 4G           | FD-LTE     | PCS G(1900MHz) Band 25 ESMR(800MHz) | 2012年7月に、一部都市でサービスイン。全国展開済。                                                                |
| 4G           | TD-LTE     | 2500MHz Band 41                     | 2013年7月に、対応機器が発売される。FD-LTE(800MHz,1900MHz)とTD-LTE(2500MHz)対応で、Sprint Sparkとして全国展開済。 |

### iDEN
合併当時、ネクステルは、全国的に、ESMRと呼ばれる、806MHz-821MHz（上り）、851-866MHz（下り）の周波数とiDENというエアインタフェースで、サービスを提供していた。iDENはモトローラが開発した技術で、当時、マルチパーティのPush to Talkが出来る唯一の2G携帯電話技術で、野外作業者を中心に根強い人気があった。
しかし、このネクステルのサービスする周波数は、合併以前よりパブリックセーフティで使用する帯域と干渉する可能性があるということで問題となっており、2004年に、FCCは、周波数の再配置を決定し、ネクステルの帯域を、817MHz-824MHz（上り）、862MHz-869MHz（下り）に圧縮してシフトさせるとともに、失った帯域の代償として、新たに、1910-1915MHz（上り）、1990MHz-1995MHz（下り）を与えることにした。
この新たに割り当てられた周波数は、AブロックからFブロックまである既存のPCSバンドに隣接しているので、俗に、PCS Gブロックとも呼ばれる。また、この周波数を含むPCSバンドは、のちにLTEではBand 25とされた。
合併によって、iDENとCDMAという非互換のネットワークを抱え込むことになったが、iDENの方は、3G以降への移行パスがなく、ふたつの非互換のネットワークを維持しつづけていくのは経営戦略上、得策でないと判断し、結局、2010年に、スプリント・ネクステルは、2013年中にiDENを廃止して、かわりにESMRの帯域を、CDMA2000で使うことを明らかにした。
更に2012年5月には、もっとも早い場合、2013年6月30日にiDENネットワークのサービスを終了することを発表した。
既に、幾度もアナウンスされていたとおり、2013年6月30日に、iDENネットワークの停波措置が全国的にとられ、サービスは終了した。iDENネットワークの停波で空いた周波数は、cdma2000およびFD-LTEで使用されている。

### WiMAX
FCCの2005年のネクステル合併承認条件の一つには、当時スプリントが保持していた2.5GHz帯におけるワイヤレス・ブロードバンド・サービスの開始が含まれていた。2006年8月に、スプリント・ネクステルはモバイルWiMAXを2.5GHz帯で、2007年中には限定されたマーケットで、2008年中に全国展開する旨を発表した。
しかし、当初2007年内に予定されていた限定された市場でのサービスインは、技術的要因などから大幅に遅れ、スプリントのXOHMビジネスユニットによるボルチモア都市圏でのサービスインができたのは、2008年9月のことであった。
しかも、2008年9月のボルチモアでのサービスインの時点で、利用可能な機器は、PCカード、USBドングル、PC内蔵タイプなどのPC接続用機器ばかりであり、携帯電話機は1機種もなかった。唯一、PCでないモバイル端末として、Nokia N810 インターネット・タブレット  WiMAXエディションが利用可能であったが、Nokiaは、いちはやくWiMAXの将来に見切りをつけ、2009年1月には、このモデルは製造中止となってしまった。
最初のWiMAX対応携帯電話機、HTC EVO 4Gの発売予定がアナウンスされたのは2010年3月のことであった。
スプリント・ネクステルが、WiMAXを検討していた2004年〜2006年当時は、世界の携帯電話業界が、3Gの次についてLTEなのかWiMAXなのか、行方を見極めようとしていた時である。当時の、規格の熟成度やUSでの利用可能な周波数の状況に鑑みれば、現に保有している2.5GHz帯で、規格化で先行していたWiMAXで早期参入して市場を席巻するというスプリントの戦略は、あながち誤りとは言えなかった。しかし、2008年になると、当初全国展開をする予定が、最初のサービスインに手こずり、利用可能な機器のラインアップも少ないといったスプリントの戦略の齟齬が明らかになってきた。一方、スプリントがもたつく間に、世界のビッグオペレーターのほとんどはLTEの支持を表明した。
そこで、スプリントは、2008年5月に、モバイルWiMAX以前のWiMAXで、ケーブルやADSLの利用が難しい地域でワイヤレス・インターネット接続を展開していたクリアワイアと共闘することを決めた。2008年5月7日に、スプリントのWiMAX部門であるXOHMビジネスユニットとクリアワイアが合併して新クリアワイアを設立し、全国レベルのモバイルWiMAXネットワーク建設を行う。新会社の51％株主は、スプリント・ネクステルで、インテル、グーグル、コムキャスト、タイム・ワーナー、ブライトハウス・ネットワークが、32億ドルを追加出資するという合意案を発表した。この合併は、FCC,司法省の承認を得て、ほぼ原案どおりに、手続きは、12月に完了した。
2015年9月には、2015年11月6日にWiMAXネットワークを停波することを発表した。しかし、このスプリントの決定に対して、2つのNPO(Mobile BeaconとMobile Citizen)から、2006年当時に、NPOがクリアワイアと交わした契約に違反すると訴訟をおこされ、マサチューセッツ州サフォーク郡の裁判所は、11月5日に、原告の主張を認め、契約に関係する地域での停波を、90日遅らせることを命じた。11月6日には、裁判所決定でサービスの継続を指定された地域を除いて、全国のWiMAXネットワークは、停波された。1月29日には、裁判所は、再び決定を出し、いくつかの地域については、停波の停止を延長したが、遅くとも、3月31日には、停波できるとした。4月1日には、スプリントのWiMAXサービスが残っていた地域でも、ネットワークは停波された。

### LTE
4Gでは、WiMAXで先行したが、その後のWiMAXの伸び悩みに対し2010年以降、ライバルのベライゾン・ワイヤレスによるLTEの全国展開は順調に進んだ。そんなさなか、2011年7月には、LightSquaredから、同社がこれから構築するLTEネットワーク・サービスを、スプリント・ネクステルが購入する15年契約に合意した事が、明らかになった。
さらに、スプリント・ネクステルは、2011年10月に、WiMAXからLTEへ方針転換し、2012年中頃にLTEをPCSバンドでサービスインすると公式に発表した。
しかし、2012年2月には、FCCは、LightSquaredの計画する衛星と地上間の通信帯域が、GPS用途と干渉する可能性をもとにLighSquaredのライセンス条件を修正する決定を下した為、LightSquaredによる衛星通信をつかったLTEネットワーク建設は実現性が危ぶまれる事になった。その為、3月には、スプリント・ネクステルは、以前に合意したLightSquaredとの契約を破棄したことを発表した
。
そして、2012年7月に、スプリント・ネクステル自身によるLTEが、アトランタ、ダラス、カンザスシティなどを含む周辺15都市でサービスインした。周波数は、PCSバンド Gブロックである。

### TD-LTE
2013年7月に、ノバテル・ワイアレスのMiFi500 LTEを、全国のスプリント販売店で販売することを発表した。この機器は、FD-LTEをESMR(800MHz)とPCS(1900MHz)で、TD-LTEを2500MHzでサポートしている。
2013年10月29日には、3バンドのLTE(FD-LTE@800MHz and 1900MHz, TD-LTE@2500MHz)サービスを、Sprint Sparkとブランディングし、対応機器の販売を11月から始めることを発表した。
2014年9月より発売となったApple社のiPhone 6とiPhone 6 Plusは、スプリントのSpark(3バンドLTE)をサポートしていることが明らかになった。しかし、同時に、これらの機器は、より一層の高速化に必要なキャリア・アグリゲーションを、デビュー時点ではサポートしていないことも明らかとなった。

## AIRAVE
2007年9月に、「Sprint AIRAVE」の名でサムスン製家庭向けフェムトセル基地局 UbiCell を、デンバーおよびインディアナポリスに限定して公開を始めた。AIRAVEは2008年8月17日に全国的に展開された。